# Johan van Isendoorn

Wapen Isendoorn à Blois

Johan van Isendoorn of Johan van Isendoorn à Blois (voor 1465- voor 1558) was een zwager van Maarten van Rossum en pandheer van Bredevoort tevens drost van Bredevoort vanaf het jaar 1548 tot en met 1550. In 1519 werd hij beleend met De Hof in IJzendoorn.

## Levensloop
Johan van Isendoorn trouwde met Margriet(a) van Rossum en zij kregen zeven kinderen:
- Hendrik
- Adriaan
- Johanna
- Anna
- Johan
- Maria
- Digna

De nakomelingen van Johan en Margriet zijn ongeveer 300 jaar in het bezit geweest van kasteel De Cannenburgh in Vaassen.